# الکساندر ایواشچنکو
الکساندر ایواشچنکو (اوکراینی: Олександр Володимирович Іващенко؛ زادهٔ ۱۹ فوریهٔ ۱۹۸۵) بازیکن فوتبال اهل اوکراین است.
از باشگاه‌هایی که در آن بازی کرده‌است می‌توان به باشگاه فوتبال کریفباس کریفیی ریه، باشگاه فوتبال اوبولون-برووار کیف، باشگاه فوتبال آرسنال کی‌یف، و باشگاه فوتبال ماریوپول اشاره کرد.
وی همچنین در تیم ملی فوتبال زیر ۲۱ سال اوکراین بازی کرده‌است.